# Halictus? savenyei
Halictus? savenyei  je izumrla vrsta vitkih čebel, ki je verjetno spada v rod Halictus Znana je le iz fosilnih ostankov iz obdobja zgodnjega eocena, natančneje iz stopnje ipresija. Fosile so odkrili v sedimentih Coldwater Beds, ki so del skupine Princeton, na območju Quilchena v Nicola Country v Britanski Kolumbiji, Kanada.

## Zgodovina in klasifikacija
Halictus ? savenyei je znana po enem fosilnem vzorcu, ki je holotip in je sestavljen iz dveh delov, primarnega "Q-0424a" in sekundarnega "Q-0424b". Vzorec je sestavljen iz celotnega vzorca samice, ohranjenega kot kompresijski fosil na majhnih kosih skrilavca. Fosil so odkrili v plasteh skrilavcev Coldwater Beds na območju Quilchena. Fosil je odkril Rene Savenye. Tipski primerek je trenutno shranjen v zbirki Oddelka za paleobiologijo na Univerzi Simon Fraser v Burnabyju v Britanski Kolumbiji v Kanadi. Vrsto H. ? savenyei sta prva preučevala Michael S. Engel z Univerze v Kansasu, Lawrence, Kansas, ZDA in S. Bruce Archibald iz Muzeja primerjalne zoologije v Cambridgeu, Massachusetts, ZDA. Tipski opis  vrste sta objavila leta 2003 v reviji The Canadian Entomologist. Engel in Archibald sta specifični epitet savenyei poimenovala v čast pokojnega Reneja Savenyeja, ki je fosil odkril in podaril. V času opisa je bil Halictus ? savenyei drugi najstarejši opisani fosil čebele in edini fosil čebele, opisana iz kanadskih fosilnih nahajališč.

## Opis
Fosil vrste H. ? savenyei je dokaj dobro ohranjena odrasla samica z ohranjenimi deli prednjih in zadnjih kril. Dolžina fosila znaša 7,04 mm, čeprav se je dolžina med fosilizacijo morda nekoliko spremenila. Ohranjeni deli sprednjih kril so dolgi približno 4,8 mm in imajo temno rjavo do črno obarvanost. Prisotnost pigidijske plošče, obrobljene z dlačicami na petem zadkovem tergitu kaže, da vrsta spada v poddružino Halictinae v družini Halictidae. Uvrstitev v pleme Halictini temelji na odsotnosti osrednjega razcepa na petem tergitu.